# Thomas Keller

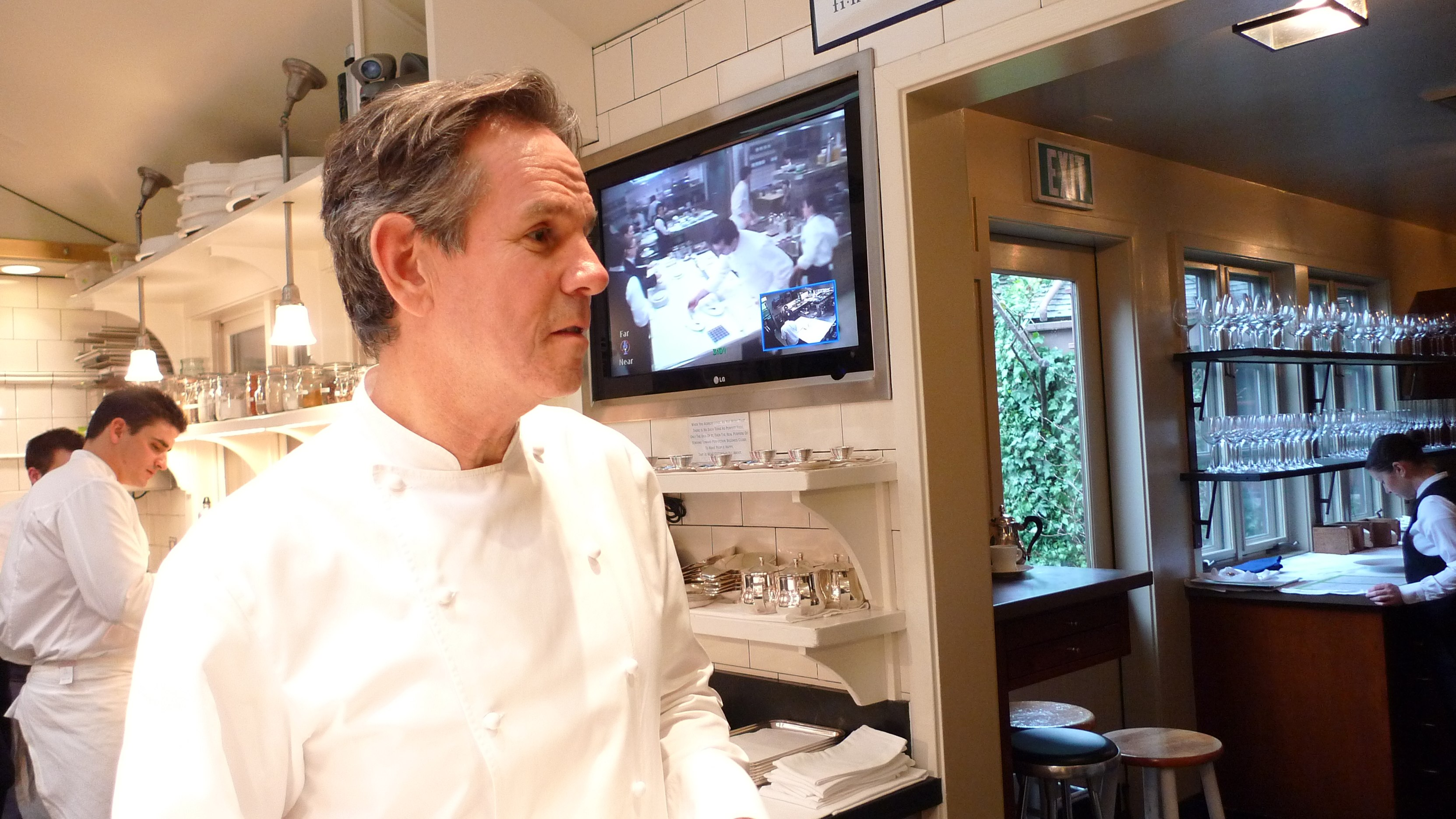
O chef Thomas Keller

Thomas Aloysius Keller (nascido em 14 de outubro de 1955) é um chef americano, restaurateur e escritor de livros de receitas. Ele e seu restaurante de referência em Napa Valley, The French Laundry em Yountville, Califórnia, ganharam vários prêmios da James Beard Foundation, notavelmente o Melhor Chef da Califórnia em 1996 e o Melhor Chef da América em 1997. O restaurante é um vencedor frequente na lista dos 50 melhores restaurantes do mundo da revista Restaurant Magazine.
Em 2005, ele foi premiado com a classificação de três estrelas no Guia Michelin inaugural para a cidade de Nova York por seu restaurante Per Se, e em 2006, ele foi premiado com três estrelas no Guia Michelin inaugural da Área da Baía de São Francisco para o The French Laundry. Ele é o único chef norte-americano a ter recebido classificações simultâneas de três estrelas Michelin em dois restaurantes diferentes. Ele atualmente detém sete estrelas Michelin no total: três em Per Se, três no The French Laundry e uma no Bouchon.

## Juventude e carreira
A mãe de Keller era uma dona de restaurante que contratou Thomas como ajudante quando o cozinheiro adoeceu. Quatro anos após o divórcio dos pais, a família mudou-se para o leste e se estabeleceu em Palm Beach, Flórida. Nos verões da adolescência, ele trabalhou no Palm Beach Yacht Club começando como lavador de pratos e rapidamente passando a cozinhar. Foi ali que descobriu a sua paixão pela cozinha.
Durante os verões, ele trabalhou como cozinheiro em Rhode Island. Em um verão, ele foi descoberto pelo chef francês Roland Henin e foi encarregado de preparar as refeições para os funcionários do The Dunes Club. Sob a tutela de Henin, Keller aprendeu os fundamentos da culinária francesa clássica. Depois do The Dunes Club, Keller trabalhou em vários cargos de cozinha na Flórida e logo se tornou o cozinheiro em um pequeno restaurante francês chamado La Rive no vale do rio Hudson em Catskill, Nova York. Thomas trabalhava sozinho com a avó do casal como cozinheiro. Depois de três anos no La Rive, sem poder comprá-lo dos proprietários, ele saiu e se mudou para Nova York e depois para Paris, como aprendiz em vários restaurantes com estrelas Michelin.
Depois de retornar aos Estados Unidos em 1984, ele foi contratado como chef de cozinha no La Reserve em Nova York, antes de partir para abrir o Rakel no início de 1987. A refinada cozinha francesa de Rakel atendeu aos gostos caros dos executivos de Wall Street e recebeu uma crítica de duas estrelas do The New York Times. Sua popularidade diminuiu quando o mercado de ações chegou ao fundo do poço e, no final da década de 1980, Keller saiu, não querendo comprometer seu estilo de cozinhar com pratos simples de bistrô.

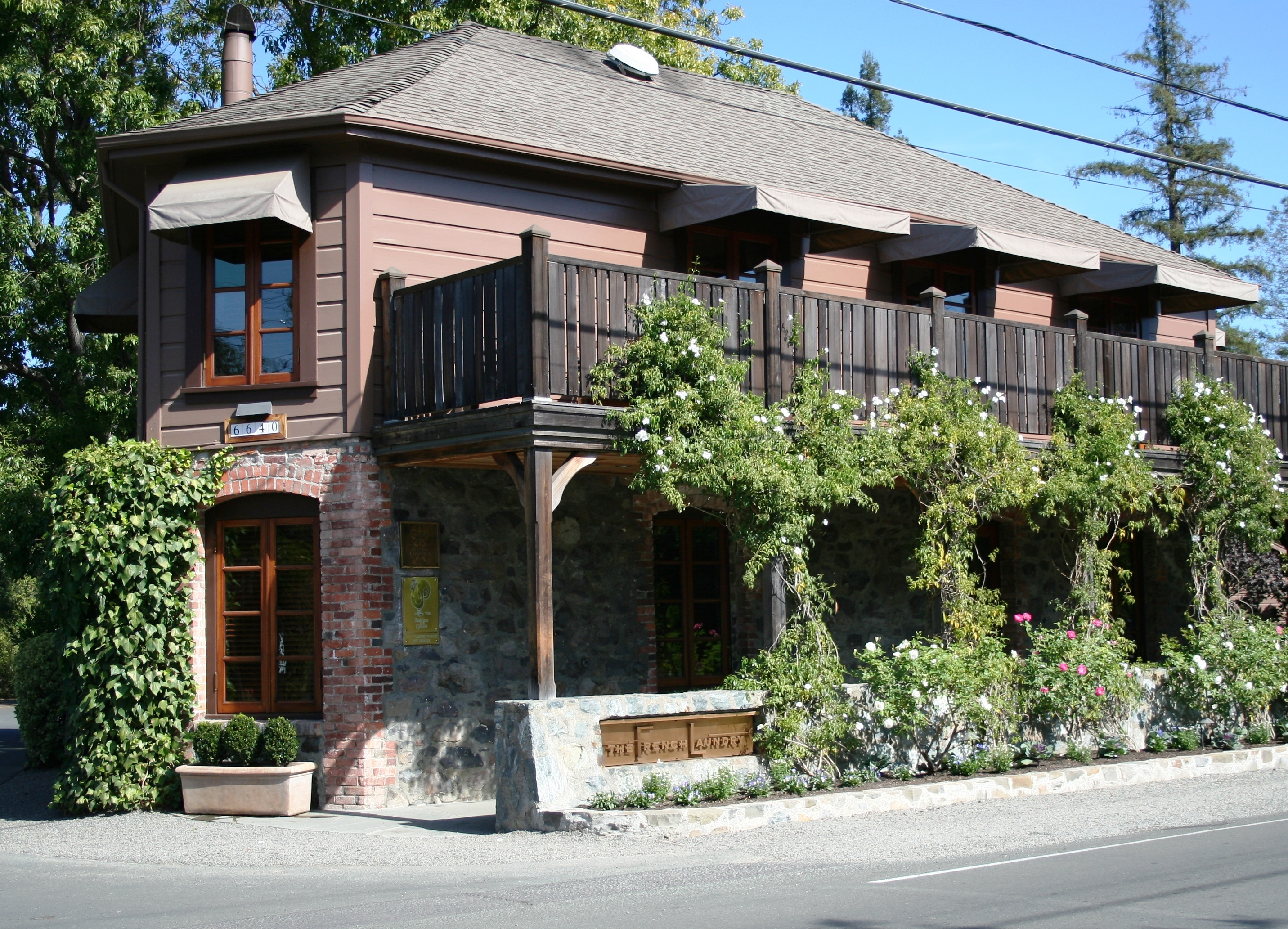
O French Laundry em Yountville, Califórnia

## The French Laundry
Após a separação de seu sócio na Rakel, Keller assumiu vários cargos de consultor e chef em Nova York e Los Angeles. Na primavera de 1992, ele encontrou uma velha lavanderia francesa a vapor em Yountville, Califórnia, que havia sido convertida em um restaurante. Ele passou dezenove meses arrecadando $1,2  milhões de dólares de conhecidos e investidores para comprar o restaurante, então inaugurado em 1994. Nos anos seguintes, o restaurante ganhou vários prêmios, incluindo da Fundação James Beard, revistas gourmet, o Guia Mobil (cinco estrelas) e o Guia Michelin (três estrelas).